# Brutus J. Clay

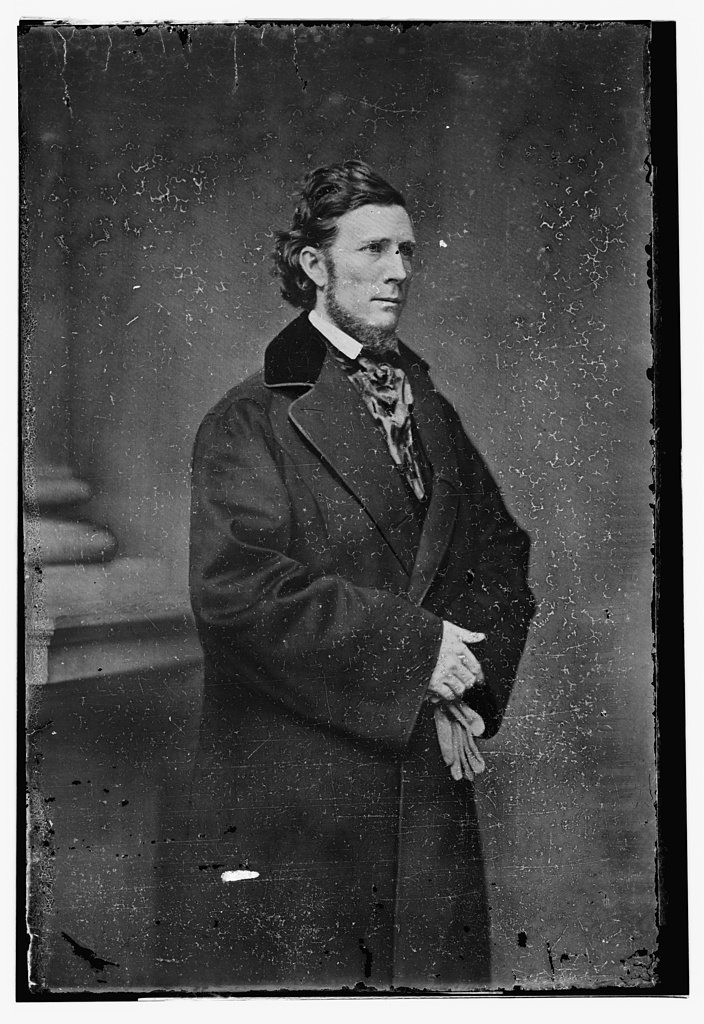
Brutus J. Clay

Brutus Junius Clay (* 1. Juli 1808 in Richmond, Kentucky; † 11. Oktober 1878 bei Paris, Kentucky) war ein US-amerikanischer Politiker. Zwischen 1863 und 1865 vertrat er den Bundesstaat Kentucky im US-Repräsentantenhaus.

## Werdegang
Brutus Clay besuchte die öffentlichen Schulen seiner Heimat sowie das Centre College in Danville. Danach wurde er in der Landwirtschaft und dort vor allem auf dem Gebiet der Viehzucht tätig. Im Jahr 1837 zog er in das Bourbon County, wo er weiter in der Landwirtschaft arbeitete. Von 1840 bis 1870 war er Vorsitzender der landwirtschaftlichen Vereinigung in seinem Bezirk. Zwischen 1853 und 1861 leitete er diese Vereinigung auch auf Staatsebene. Gleichzeitig begann er eine politische Laufbahn.
In den Jahren 1840 und 1860 war Clay Abgeordneter im Repräsentantenhaus von Kentucky. Bei den Kongresswahlen des Jahres 1862 wurde er als Unionist im siebten Wahlbezirk von Kentucky in das US-Repräsentantenhaus in Washington, D.C. gewählt, wo er am 4. März 1863 die Nachfolge von Robert Mallory antrat. Da er im Jahr 1864 auf eine erneute Kandidatur verzichtete, konnte er bis zum 3. März 1865 nur eine Legislaturperiode im Kongress absolvieren, die von den Ereignissen des Bürgerkrieges überschattet war. Während dieser Zeit war Clay Vorsitzender des Landwirtschaftsausschusses.
Nach dem Ende seiner Zeit im US-Repräsentantenhaus setzte Clay seine früheren landwirtschaftlichen Aktivitäten fort. Er starb am 11. Oktober 1878 in der Nähe von Paris.